# Cnemaspis argus
Pour les articles homonymes, voir Argus.
Espèce
Statut de conservation UICN

 LC  : Préoccupation mineure
Cnemaspis argus est une espèce de geckos de la famille des Gekkonidae.

## Répartition
Cette espèce est endémique du Trengganu en Malaisie. Elle se rencontre sur le Gunung Lawit.

## Publication originale
- Dring, 1979 : Amphibians and reptiles from northern Trengganu, Malaysia, with descriptions of two new geckos: Cnemaspis and Cyrtodactylus. Bulletin British Museum of Natural History (Zoology), vol. 34, n. 5, p. 181-241 (texte intégral).